# Рогачёвский замок
Рогачёвский замок — бывший замок в Рогачёве, Беларусь.

## История
Существовал в XVI — 2-й половине XVIII века. Построен до 1563 года из дерева на месте Рогачёвского детинца XI века, на высоком мысе в месте слияния рек Днепра и Друти. Имел стратегическое значение и в XVII веке входил в систему пограничной обороны на Днепре. В 1654 г. сожжен. В 1750-60-е годы замок был обнесен земляным валом со рвом. К началу 1770-х годов замок пришел в упадок. Окончательно разрушен в 1780 году.

## Архитектура
Продолжал общую линию дворцово-замковой архитектуры Великого Княжества Литовского XIV—XVI вв., для которой было характерно выделение народной дворцовой постройки из оборонительной системы.
Замок был обнесен земляным валом со рвом. Вал существовал с XI века, но в 1750-60-е годы был подсыпан. Оборонительные стены имели вид острога.

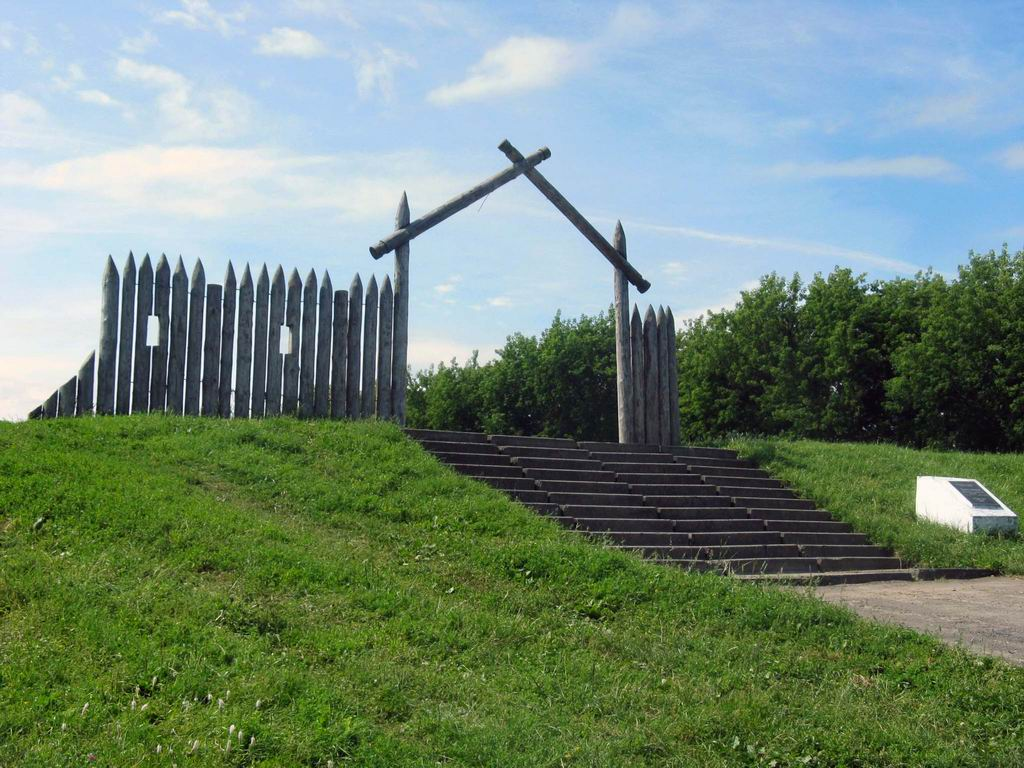
Территория замчища в наше время

В центре детинца стоял дворец — одноэтажное прямоугольное в плане здание с мезонином, накрытый гонтовой крышей. Включал переднюю, трапезную, пять жилых помещений, алькеж, кладовую, аптечку, кухню и др., в мезонине была зал. Главный вход оформлен крыльцом на столбах, на противоположном фасаде — галерея.
Около дворца располагались флигель (восемь жилых комнат, гардероб, кухня), церковь, дом управляющего, хозяйственные постройки. Перед двухъярусной брамой-башней через ров был мост на избицах. В воротах на первом ярусе были с обеих сторон проезда две кладовые, на втором — зал, окруженный галереей и накрытый гонтовой крышей.